# Piper stupposum
Piper stupposum là một loài thực vật có hoa trong họ Hồ tiêu. Loài này được A. Dietr. miêu tả khoa học đầu tiên năm 1831.